# ふくやま文学館

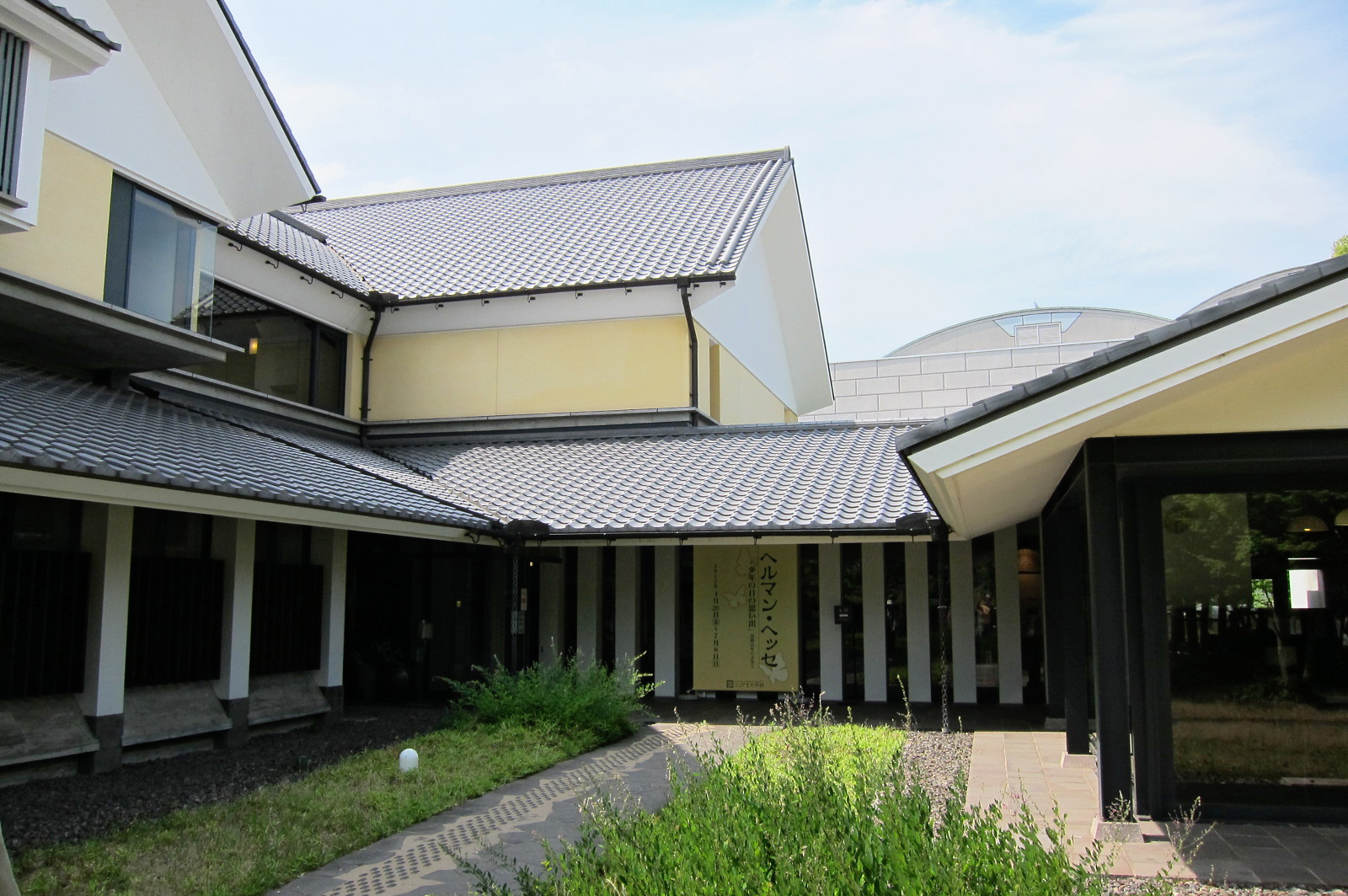
玄関、アプローチ

ふくやま文学館（ふくやまぶんがくかん）は広島県福山市丸之内1丁目の福山城公園内にある文学館。

## 概要
福山市名誉市民の井伏鱒二をはじめとする福山市広域圏ゆかりの文学者の顕彰と、地域の文化振興を目的として、1999年4月に開館した。建物外観は井伏鱒二の生家である福山市加茂地方の典型的な民家をもとにデザインされた。

## 施設一覧
1階
- 企画展室
- 研修室
- 収蔵庫
- 図書・ＡＶコーナー
  - 映像展示室―上映プログラムは「福山地方に華開いた文学」、「旅と幽閉－井伏鱒二の生涯」など

2階
- 常設展示室（第1～第5）
- 映像展示室
- 展示ロビー

## 常設展示室
- 第1展示室 - 福山市広域圏ゆかりの文学者の紹介 
  - （文学者一覧） 福原麟太郎[1][3]、小山祐士[1][3]、木下夕爾[1][3]、日野啓三[3]、葛原しげる、岡田美知代、横山美智子、武内俊子、近藤芳美、中村憲吉、火野葦平、木山捷平、島田荘司[3]、山代巴、志賀直哉、伊藤整、村上菊一郎、林芙美子、倉田百三、森田思軒、石井直三郎、 今井絵美子
- 第2～4展示室 - 井伏鱒二の生涯と思想、および主要作品約三十作の紹介
- 第5展示室 - 井伏鱒二の書斎の再現
  - 岩屋 - 井伏鱒二の作品「山椒魚」の岩屋が、人が入れるサイズで再現されており、モニターに映される映像とともに、山椒魚の孤独が体験出来る[2]仕掛けになっている。

## 建築概要
- 設計 - 株式会社日建設計
- 施工 - 株式会社鈴木工務店
- 竣工 - 1998年11月
- 開館 - 1999年4月
- 構造 - 鉄筋コンクリート造(一部鉄骨造)
- 規模 - 地下1 階 地上2階
- 敷地面積 - 2,076.98m2
- 建築面積 - 880.66m2
- 延床面積 - 1,540.61m2
- 所在地 - 〒720-0061 広島県福山市丸之内1-9-9

## 周辺情報
- 福山城
- 広島県立歴史博物館
- ふくやま美術館
- 福山市人権平和資料館
- 福山八幡宮
- 福山市武道館
- 備後護国神社
- 三蔵稲荷神社
- 福寿会館